# USS Schroeder (DD-501)
L'USS Schroeder (DD-501) est un destroyer de la classe Fletcher en service dans la Marine des États-Unis pendant la Seconde Guerre mondiale. Il a été nommé en l'honneur du contre-amiral Seaton Schroeder (1849–1922).
Entré en service en 1943, le navire a combattu pendant la Seconde Guerre mondiale, participant à la bataille de Tarawa. Après la guerre, le destroyer a été placé en réserve et est resté dans cet état jusqu'en 1972. Il a été vendu à la ferraille en 1974.

## Construction
Sa quille est posée le 25 juin 1942 au chantier naval Federal Shipbuilding and Drydock Company de Kearny, dans l'état du New Jersey. Il est lancé le 11 novembre 1942 ; parrainée par Mlle Grace Wainwright Schroeder, et mis en service le 1er janvier 1943.

## Historique

### 1943
Le Schroeder sert d'escorte à deux porte-avions distincts qui effectuent des croisières d'essai dans les Caraïbes et à un convoi de navires marchands à destination de Casablanca avant de se rendre dans le Pacifique.
Après une révision au Mare Island Navy Yard, il fait route vers l'ouest et rejoint le 25e escadron de destroyers (Destroyer Squadron 25 - DesRon 25) à Pearl Harbor le 28 juillet 1943. Le Schroeder participe à la protection de la force opérationnelle du porte-avions qui attaque l'île Marcus le 1er septembre. Lors du bombardement de l'île Wake au début du mois suivant, il est pris sous le feu pour la première fois mais ne subit aucune perte.
Après le bombardement de l'île Wake, le Schroeder s'est rendu aux îles de la Nouvelles-Hébrides pour s'entraîner avec les forces amphibies. Début novembre, il rejoint la force d'invasion des îles Gilbert. Le matin du 20 novembre, le Schroeder fait partie du groupe de bombardement qui bombarde la côte est de l'atoll de Tarawa. Il est entré dans le lagon tôt le lendemain matin pour fournir un appui-feu aux Marines qui débarquaient sur Tarawa. En plus de l'appui-feu, le destroyer a également agi comme navire de premiers soins pour les Marines blessés. Le 24 novembre, le Schroeder quitte Tarawa à destination de Pearl Harbor pour y être réparé, car il a endommagé ses hélices sur un récif de corail dans le lagon.

### 1944
Le Schroeder est de retour avec sa division, le 1er février 1944, lorsqu'il protège les transports et fournit un appui-feu pour l'assaut sur l'île de Kwajalein. Il reste dans les Marshall pendant plusieurs semaines et, du 20 au 24 février, il bombarde les atolls de Maloelap et de Wotje. Le 1er mars, il fait route vers les îles Nouvelles-Hébrides où il participe à d'autres exercices d'entraînement.
Le 20 mars, le Schroeder et sa division ont bombardé les défenses côtières japonaises à Kavieng, en Nouvelle-Irlande, avec près de 900 obus; ils sont repartis pour Éfaté dans la soirée.
Le Schroeder a chargé des munitions à Espiritu Santo et le 1er avril, il a escorté le Pocomoke et le SS Red Rover jusqu'à Guadalcanal; il y a rejoint un convoi marchand et l'a escorté jusqu'à la baie de Milne, en Nouvelle-Guinée. Plus tard dans le mois, il a participé au bombardement des positions ennemies à Hollandia, puis il a contrôlé des transports et des bâtiments de débarquement de chars Landing Ship Tank (LST) dans la baie de Humboldt. Il a rempli des fonctions de directeur de chasse jusqu'au 30 avril, date à laquelle il est parti avec un convoi vers le cap Sudest et, plus tard, vers Buna.
Le Schroeder a opéré dans la zone de la baie de Purvis-Guadalcanal jusqu'à son départ pour Kwajalein, le 4 juin, en tant qu'unité du groupe opérationnel 53.1 (Task Group 53.1 - TG 53.1). Le 28 juin, le TG était à Eniwetok où le Schroeder a subi une période d'entretien et de logistique.
Le 11 juillet, le Schroeder et sa division sont partis pour les îles Mariannes. Du 16 au 20 juillet, la division a bombardé la région de Tumon à Guam. Le Schroeder a ensuite assuré un service de piquet radar jusqu'au 4 août, date à laquelle il a escorté un convoi jusqu'à Eniwetok. Après être retourné à Espiritu Santo pour une période d'entretien et de logistique, il a appareillé pour la baie de Humboldt le 22 août.
Le Schroeder a été affecté au groupe opérationnel 77.5 (Task Group 77.5 - TG 77.5) qui est sorti, le 13 septembre, pour l'invasion de Morotai, dans les Indes orientales néerlandaises. Il a protégé les LST lors de leur approche de la baie de Pitoe, puis a assuré un service de piquet jusqu'à son départ pour la baie de Humboldt le 21 septembre.
Le 13 octobre, le destroyer est parti avec la Force opérationnelle 78 (Task Force 78 - TF 78) pour l'île de Panoan dans les Philippines. Il est entré dans le golfe de Leyte à minuit, le 19 octobre, avec un groupe de transports et, le lendemain matin, il a commencé à effectuer des tâches de lutte anti-sous-marine et de direction de chasse. Le 25 octobre, il s'est retiré de la zone et a fait route vers San Francisco. Il y est arrivé le 23 novembre et a subi une période de révision et de disponibilité.

### 1945
Le 11 janvier 1945, le Schroeder descend la côte jusqu'à San Diego. Parti de là le 20 janvier, le destroyer vétéran était de retour à Ulithi le 7 février où il a rejoint la Force opérationnelle 58 (Task Force 58 - TF 58), la Fast Carrier Task Force. La force opérationnelle est sortie le 10 février. Les 16 et 17 février, les porte-avions ont lancé des attaques contre des aérodromes, des usines d'aviation et des navires dans la région de Tokyo au Japon. Le lendemain, les flattops lancent des attaques contre les îles volcaniques de la chaîne Kazan au sud de l'archipel Ogasawara en vue de l'assaut à venir contre ce bastion japonais.
Le Schroeder retourne à Ulithi au début du mois de mars, mais le 23 mars, il opère à nouveau au large des îles japonaises. Détaché du groupe opérationnel le 31 mars, il se rendit à Ulithi avec le USS Murray (DD-576). Il en est parti le 10 avril en tant qu'unité du groupe opérationnel 50.8 (Task Group 50.8 - TG 50.8), qui se rendait à Okinawa pour y soutenir les débarquements. Le 16 avril, le destroyer, qui soutenait le débarquement sur Ie Shima, s'est trouvé neuf fois au quartier général pour repousser les attaques aériennes ennemies. Cinq jours plus tard, le Schroeder, avec la 49e division de destroyers (Destroyer Division 49 - DesDiv 49), a bombardé le côté ouest de Minami Daito Shima. Le bombardement a provoqué de nombreux incendies à terre mais n'a pas provoqué de riposte de la part des positions ennemies.
Le Schroeder est retourné à Ulithi, du 27 avril au 9 mai, pour une période d'entretien, de réapprovisionnement et de récréation. Il rejoignit les porte-avions rapides trois jours plus tard alors qu'ils effectuaient des missions de bombardement et de photographie au-dessus de Kyūshū. Quatre jours plus tard, ils ont appuyé les troupes sur le sud d'Okinawa.
La Task Force 58 est entrée dans la baie de San Pedro, le 13 juin, pour une période d'entretien. Elle est sortie le 1er juillet et, le 10 juillet, les porte-avions ont lancé des frappes soutenues contre Tokyo. Les 17 et 18 juillet, des frappes ont été lancées contre des cibles dans la région de Tokyo-Yokohama. Le 31 juillet, le Schroeder bombarde Shimizu, dans l'île de Honshū.
Le 6 septembre, les hostilités étant terminées, la force opérationnelle entre dans la baie de Tokyo et dissout ses unités. Le Schroeder reçoit l'ordre de rejoindre laForopérationelle 11 (Task Force 11 - TF 11) à Okinawa et de se rendre à Pearl Harbor. Il a quitté Pearl Harbor le 1er octobre, avec des ordres l'assignant à la côte est. Le 2 novembre 1945, le destroyer entre dans le Chantier naval de Charleston (Charleston Navy Yard), en Caroline du Sud, et se prépare à la désactivation.
Le Schroeder est désarmé le 29 avril 1946 et placé dans la flotte de réserve de l'Atlantique (Atlantic Reserve Fleet). Il est resté en réserve jusqu'au 1er octobre 1972, date à laquelle il a été rayé de la liste des navires (Naval Vessel Register). Le Schroeder a été vendu à la Southern Materials Co, Ltd, de La Nouvelle-Orléans en Louisiane, le 1er janvier 1974.

## Décorations
Le Schroeder a reçu dix battles stars pour son service pendant la Seconde Guerre mondiale.